# Brandanschlag in Duisburg-Wanheimerort 1984

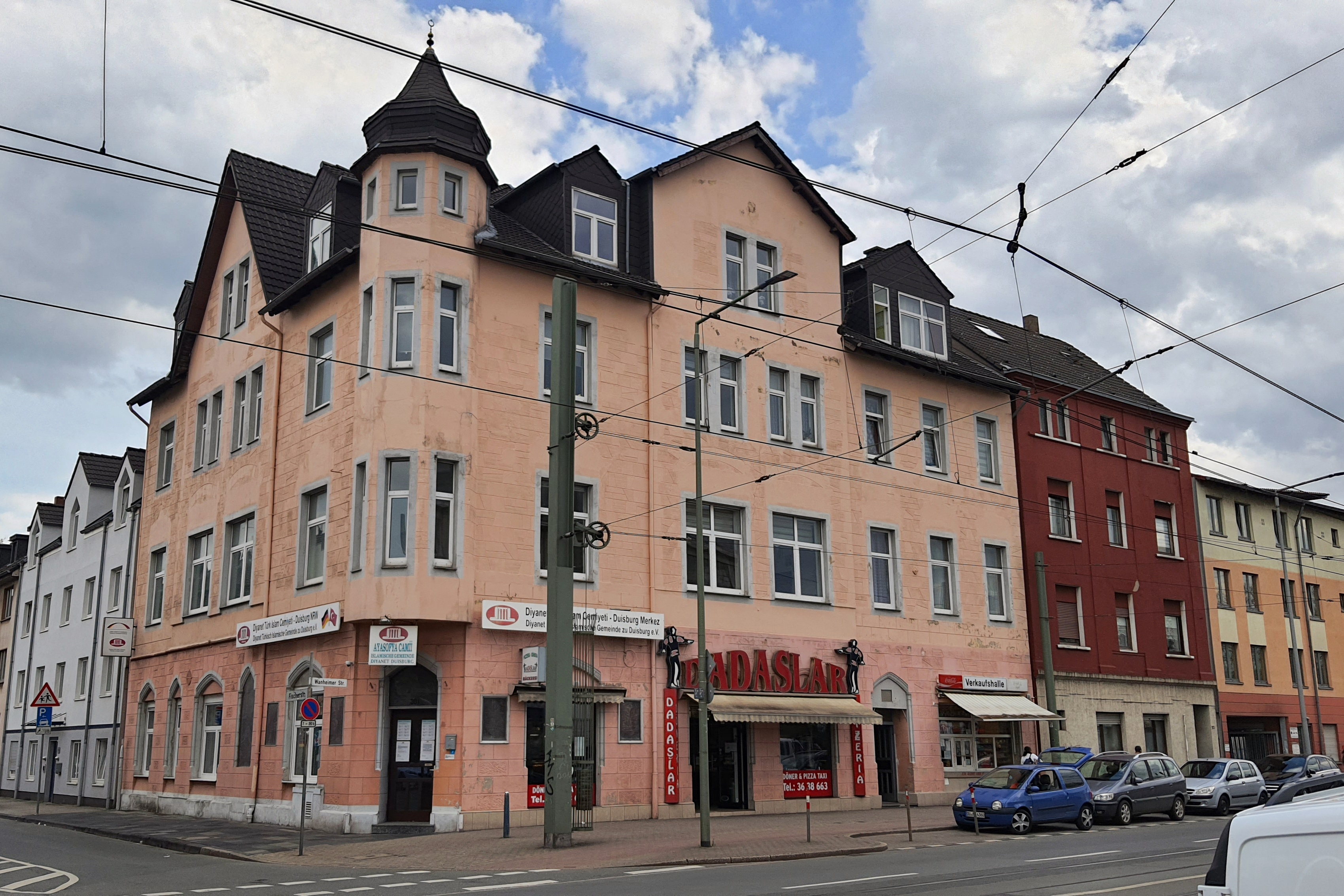
Wanheimer Straße 301

Beim Brandanschlag in Duisburg-Wanheimerort in der Nacht vom 26. auf den 27. August 1984 wurde in einem Wohnhaus, in dem überwiegend aus der Türkei Eingewanderte wohnten, Feuer gelegt. Es starben sieben Menschen, weitere 23 wurden verletzt. Die Täterin wurde 1996 als Pyromanin verurteilt. Im Jahr 2018 wurde der Fall wieder publik gemacht, wodurch ein möglicher rassistischer Hintergrund der Tat in den Fokus geriet.

## Tathergang und Folgen
Das Eckhaus Wanheimer Straße 301 in Duisburg-Wanheimerort (51° 24′ 9″ N, 6° 45′ 5,5″ O) steht an der Grenze zu einem Industriegebiet am Rhein und in der Nähe der Hüttenwerke Krupp Mannesmann (zum Tatzeitpunkt noch Mannesmann). Es wurde 1984 überwiegend von Gastarbeitern aus der Türkei bewohnt. Von dem Feuer durch Brandstiftung im Treppenhaus wurden die 57 Bewohner des Mehrfamilienhauses im Schlaf überrascht – der erste Notruf ging am Montag, dem 27. August, um 0:29 Uhr bei der Feuerwehr ein.
Aus der im zweiten Obergeschoss lebenden Familie Satır starben durch den Brand oder durch Sprung aus dem Fenster die 40-jährige Mutter, vier Kinder sowie der Schwiegersohn und das neugeborene Enkelkind:
- Döndü Satır, 40 Jahre alt
- Zeliha und Rasim Turhan, 18 Jahre alt, und deren Sohn Tarık Turhan, 1 Monat alt
- Çiğdem Satır, 7 Jahre alt
- Ümit Satır, 5 Jahre alt
- Songül Satır, 4 Jahre alt

Rukiye und Aynur, zwei weitere Töchter, überlebten schwerverletzt durch einen Fenstersprung, ebenso der Vater Ramazan Satır, der zum Zeitpunkt des Brandes außer Haus gewesen war. 23 weitere  Bewohner des Hauses wurden verletzt. Die Todesopfer wurden in Adana beigesetzt; der Vater kehrte in die Türkei zurück und starb im August 1985 bei einem Autounfall.

## Ermittlungen und Aufarbeitung
Nachdem die Täterin lange nicht ermittelt werden konnte, gestand im Jahr 1994 im Rahmen der Ermittlungen zum Brandanschlag auf ein Flüchtlingswohnheim in Duisburg-Hamborn am 26. Januar 1993 die Angeklagte Evelin D. auch die Tat in Wanheimerort. Als Tatmotiv wurde Pyromanie ermittelt und die Täterin mit Urteil vom 30. Dezember 1996 in die Psychiatrie eingewiesen, wo sie 2010 starb. Obwohl sich beide Taten gegen Migranten richteten, wurde ein politisches Motiv der Täterin ausgeschlossen.
Schon kurz nach der Tat war Rassismus von Polizei und Staatsanwaltschaft als Tatmotiv verworfen worden. Stattdessen wurde ein Bandenkrieg zwischen Türken und Jugoslawen für den Anlass gehalten – ein jugoslawischer Bewohner des Hauses saß mehrere Monate in Untersuchungshaft. Vereinzelt wurde in Medien und Zivilgesellschaft zwar Rassismus als Motiv vermutet – so berichtet der Spiegel (42/1984) in einer Auflistung rechtsextremer Verbrechen ohne weiteren Kommentar: „In Duisburg kamen bei einem Brandanschlag auf ein von Ausländern bewohntes Gebäude sieben Türken ums Leben. Neben dem Hauseingang waren Hakenkreuze in die Wand geritzt“. Zudem gründete sich in Duisburg eine Bürgerinitiative, die in einem offenen Brief Ermittlungen in Richtung Rechtsextremismus forderte. Doch konnte dieses Ziel nicht erreicht werden. Oberbürgermeister Josef Krings wurde in der WAZ „zu den aus der Luft gegriffenen Vorwürfen von DKP-Sympathisanten, das von Türken bewohnte Haus in Wanheimerort sei von Neo-Nazis angezündet worden“ mit den Worten zitiert: „Eine bewußte Irreführung. Ich kratze keinen Rechtsradikalen aus dem Grab, den es nicht gibt.“ Die Tat geriet in Vergessenheit.
Durch eine Recherche im Dokumentationszentrum und Museum über die Migration in Deutschland auf den Fall gestoßen, setzt sich eine 2018 gegründete Initiative für eine Neubewertung des Verbrechens ein. Sie stellt dieses in eine Reihe von in der Folge der Aufdeckung des NSU neu untersuchten Anschlägen, bei denen institutioneller Rassismus die Ermittlungen in die falsche Richtung gelenkt habe.